# Orichalcum
Orichalcum is een legendarische metaallegering, die in gebruik zou zijn geweest in Atlantis. Een vermoedelijk andere legering van dezelfde naam was in gebruik bij de Romeinen vanaf de tijd van Augustus.

## Griekse mythologie
De stof wordt voor het eerst genoemd in een van de Homerische Hymnen: daarin wordt beschreven dat de godin Aphrodite, wanneer zij gekleed wordt kort na haar geboorte, oorhangers van orichalcum en goud krijgt.
Ook wordt het metaal genoemd in de Critias, een van de dialogen van Plato, waarin Atlantis ter sprake komt. Het verslag over het verdwenen continent heeft vervolgens bij geleerden tot veel discussie geleid. Sommigen menen dat het geheel fictief is, terwijl anderen de opvatting huldigen dat het goeddeels op de een of andere werkelijkheid is gebaseerd. 
Atlantis, aldus Plato, was ommuurd met natuursteen, en de muren waren bekleed met geelkoper, tin en orichalcum. In het midden bevond zich een tempel bedekt met goud en zilver, ivoor en opnieuw orichalcum. Dat laatste metaal zou in zuivere staat gedolven zijn.

## Mogelijke samenstellingen
De naam van de stof geeft geen uitsluitsel over de oorspronkelijke samenstelling. Het Griekse ὀρείχαλκος (oreíchalkos) betekent niet meer dan "bergkoper" en vermoed werd wel dat daarmee een legering van koper en een "metaal uit de berg" (dat wil zeggen ruw erts, in tegenstelling tot zuiver metaal) werd bedoeld. Dat vermoeden stamt uit de tweede helft van de 19e eeuw, toen de metallurgie minder ver gevorderd was dan tegenwoordig. Mogelijk verwijst het woord ook gewoon naar "erts".

## Historisch gebruik

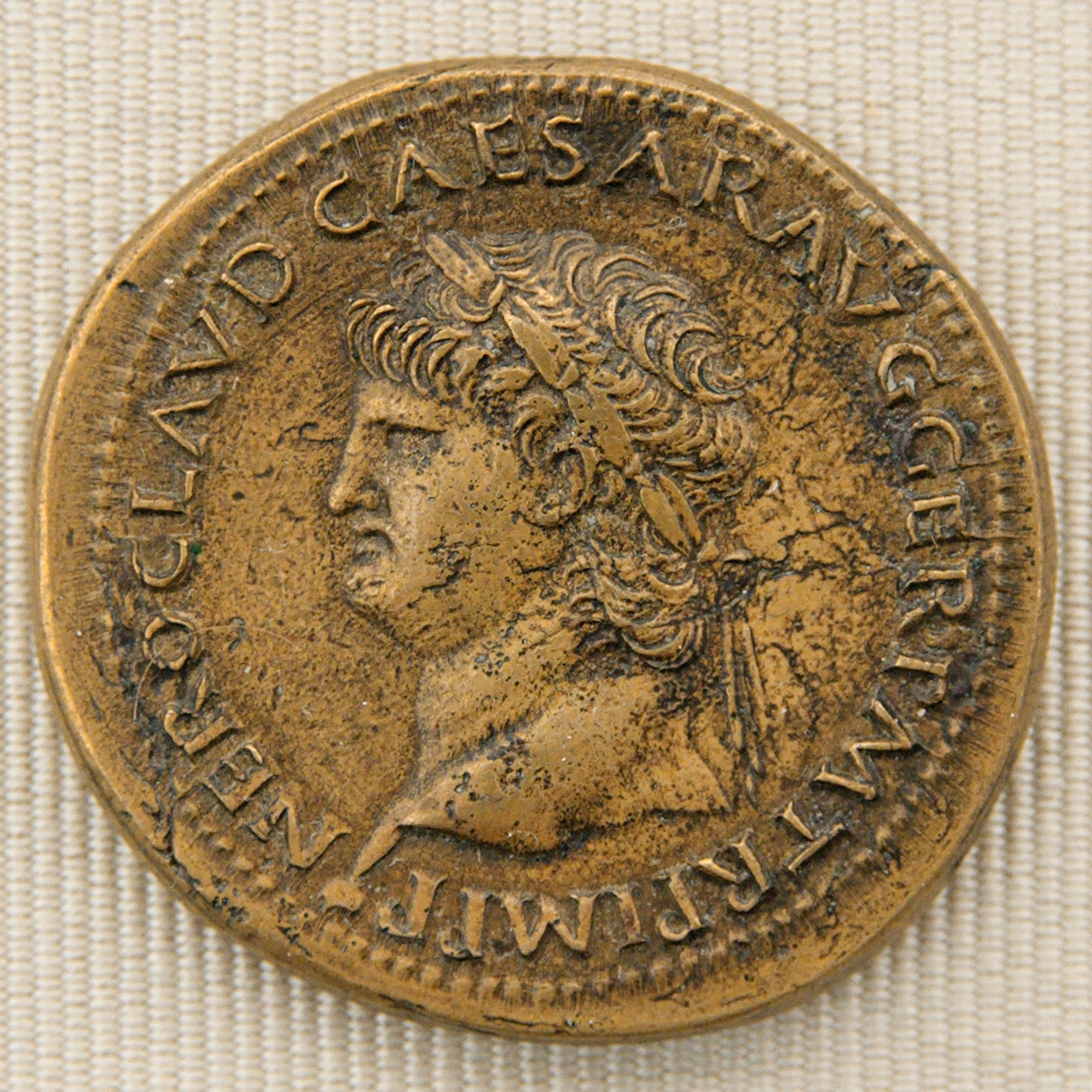
Sestertius met een afbeelding van keizer Nero

De Romeinen namen het woord over en gebruikten het voor een soort brons of messing, bestaande uit een legering van ruwweg 80% koper en 15-20% tin of zink, met minieme bijmengingen van andere metalen. Zij waren zich er niet van bewust dat dit brons een mengsel was van zink en koper, maar namen aan dat de stof iets met goud te maken had. Door volksetymologie werd het woord daardoor aangepast aan het Latijnse aurum ("goud"), en de woordvorm werd aurichalcum ("goud-brons") in plaats van orichalcum, wat in het Grieks weer overgenomen is als χρυσόχαλκος (chrysóchalkos).
Vooral in de eerste en tweede eeuw van onze jaartelling werden Romeinse munten vervaardigd van zo'n geelkoperlegering: de sestertius, de dupondius en de semis.

## Overig
In het computerspel Assassin's Creed Odyssey komt orichalcum als betaalmiddel voor. Ook in Forge of Empires wordt het gebruikt.
Het komt daarnaast ook nog in meerdere verhalen van Donald Duck voor, onder de naam aurichalcum of orichalcum. In het Lucasarts computerspel Indiana Jones and the Fate of Atlantis speelt orichalcum een belangrijke rol.
In de stripreeks Alex senator speelt orichalcum eveneens een belangrijke rol. Het is er een besmettelijke en dodelijke stof, mogelijks radioactief, want het wordt beveiligd opgeborgen in loden kisten. Besmette personen en voorwerpen geven een groenige schijn af in het duister. De stof veroorzaakt brandwonden en puisten en leidt al snel tot de dood.
In de film  Aquaman and the Lost Kingdom wordt orichalcum gebruikt als zeer vervuilende brandstof om klimaatverandering te versnellen.